# Coatepec
Coatepec er en by i den mexicanske delstat Veracruz. Coatepec har ca. 50.000 indbygger og er placeret 15 km syd for Xalapa.
Byen ligger i ca. 1.450 m højde. Klimaet i Coatepec er året rundt meget varierende med dagtemperatur som svinger fra 30 0C om sommeren til 10 0C om vinteren.
Grundlæggelsen af Coatepec skete omkring år 1600, da nogle Totonak indianer bosatte sig på det sted hvor byen i dag er beliggende.
I 1702 fik byen en kirke og ca. hundrede år senere påbegyndte man en kaffeproduktion i området.
Kaffeproduktionen fik byen til at vokse og i 1886 fik Coatepec status som provinsby.
I 1910 roste forfatteren Rubén Dario byen for sin atmosfære og skønhed og i 1994 blev nogle af scenerne til den amerikanske spillefilm Dødens Karteller (Clear and present danger) indspillet i Coatepec.
Coatepec, som i dag, (2011), bliver kaldt for Mexicos kaffe hovedstad, er udover sin kaffe også kendt for sine kaffelikører samt for sin årlige kaffefestival (Feria del Café).